# Admiral Makarov (fregata)
Admiral Makarov (rusky Адмирал Макаров) je fregata třídy Projekt 11356 ve službě námořnictva Ruské federace. Je pojmenována po carském admirálu Stěpanu Makarovovi, slouží v Černomořském loďstvu a jejím domovským přístavem je Sevastopol.
Byla postavena v loděnici Jantar v Kaliningradu jako třetí loď své třídy. Stavba byla zahájena v únoru 2012, na vodu byla spuštěna v září 2015 a do služby byla uvedena v roce 2017.
V roce 2022 se v rámci ruské invaze na Ukrajinu účastnila i se svými sesterskými loděmi Admiral Grigorovič a Admiral Essen blokády ukrajinských přístavů v Černém moři. Po potopení křižníku Moskva v dubnu 2022 se předpokládalo, že se stane vlajkovou lodí Černomořského loďstva.